# Aleksandr Ovetjkin
Aleksandr Mikhajlovitj Ovetjkin (russisk: Александр Михайлович Овечкин, engelsk translitteration: Alexander Ovechkin) (født. d. 17. september 1985 i Moskva, Sovjetunionen) er en professionel russisk ishockeyspiller som spiller for Washington Capitals i NHL. Hans foretrukne position på isen er venstre wing.
Ovetjkin blev draftet af Washington Capitals som den første spiller overhovedet i 2004, men pga den lockout som ramte NHL i sæsonen 2004-05 begyndte han først at spille i NHL i sæsonen 2005-06.

## Karriere
Aleksandr Ovetjkin er ud af en atletisk familie med en far der er en tidligere professionel fodboldspiller og en mor der vandt to OL-guld i basketball i 1976 og 1980.

### Før NHL
Ovetjkin fik sin debut for HC Dynamo Moskva i den russiske Superliga i en alder af bare 16 år. Her spillede han tre sæsoner før han var klar til at tage springet til NHL.

### NHL
Ovetjkin debuterede for Washington Capitals d. 5. oktober 2005 hvor han scorede 2 mål i en 3-2 sejr over
Columbus. I sin debutsæson scorede Ovetjkin et mål, der af mange anses for at være et af de bedste mål nogensinde i NHL: På vej mod målet bliver Ovetjkin tacklet til isen af Phoenix Coyotes' back Paul Mara. Glidende på ryggen i retning væk fra målet og med ansigtet vendt den forkerte vej, lykkedes det for Ovetjkin, med én hånd på staven, at skrabe pucken i mål bag Coyotes' målmand Brian Boucher. Om målet sagde Ovetjkin: "Jeg var bare heldig. Jeg har aldrig gjort det før."
Hans rookie-sæson var i det hele taget en stor personlig succes for Ovetjkin og han sluttede sæsonen som nr. 3 på NHL's pointliga med 52 mål og 106 points. Hans 106 points var desuden den tredje-bedste point-total nogensinde af en rookie i NHL.
Efter sæsonen vandt Ovetjkin det såkaldte Calder Memorial Trophy som årligt gives til ligaens bedste rookie. Et trofæ han i øvrigt vandt foran Pittsburghs Sidney Crosby.
I sæsonen 2006-07 blev Ovetjkin udtaget til NHL's All-star-kamp. Her spillede han i kæde med Sidney Crosby og scorede et enkelt mål.
Den 10. januar 2008 underskrev Ovetjkin en ny kontrakt med Washington. Kontrakten strækker sig over 13 år og har en samlet værdi på $124 millioner, svarende til ca $9,5 millioner om året. Kontrakten er den største nogensinde i NHL's historie og Ovetjkin forhandlede den selv på plads uden brug af en agent.

### Internationalt spil
Som 17-årig blev Ovetjkin udtaget til det russiske landshold til Ceska Poistovna-turneringen. Hermed blev Ovetjkin den yngste spiller nogensinde på det russiske landshold.
I 2004 blev Ovetjkin udtaget til turneringen World Cup of Hockey. Han var den yngste spiller ved turneringen der havde deltagelse af de bedste spillere fra NHL.
Han deltog for tredje og sidste gang ved Junior-VM i ishockey ved årsskiftet 2004-05. Her måtte han 'nøjes' med en sølvmedalje. Han blev dog valgt som turneringens bedste forward og udtaget til turneringens All-Star-hold.
I 2005 deltog Ovetjkin for første gang ved VM i ishockey. Han scorede 5 mål og lavede 3 assists. Dette gav ham en ottende-plads på turneringens topscorerliste.
Ovetjkin var på det russiske hold ved Vinter-OL 2006. På trods af at Rusland ikke fik medalje havde Ovetjkin endnu en gang stor personlig succes. Han scorede 5 mål i turneringen og blev udtaget til turneringens All-Star-hold.
Ved VM i ishockey 2006 blev Ovetjkin endnu en gang uden medalje, på trods af at han scorede 6 mål og lavede i alt 9 points i 7 kampe. Endnu en gang blev han valgt til turneringens All-Star-hold.

## Statistik
| 2001-02   | Dynamo Moskva       | Rus       | 21  | 2   | 2   | 4   | --  | 4   | 3  | 0 | 0 | 0 | -- | 0  |
| 2002-03   | Dynamo Moskva       | Rus       | 40  | 8   | 7   | 15  | --  | 29  | 5  | 0 | 0 | 0 | -- | 2  |
| 2003-04   | Dynamo Moskva       | Rus       | 53  | 13  | 10  | 23  | --  | 42  | 3  | 0 | 0 | 0 | -- | 2  |
| 2004-05   | Dynamo Moskva       | Rus       | 37  | 13  | 14  | 27  | --  | 32  | 10 | 2 | 4 | 6 | -- | 31 |
| 2005-06   | Washington Capitals | NHL       | 81  | 52  | 54  | 106 | +2  | 52  | -  | - | - | - | -- | -  |
| 2006-07   | Washington Capitals | NHL       | 82  | 46  | 46  | 92  | -19 | 52  | -  | - | - | - | -- | -  |
| 2007-08   | Washington Capitals | NHL       | 82  | 65  | 47  | 112 | +28 | 40  | 7  | 4 | 5 | 9 | -1 | 0  |
| RSL Total | RSL Total           | RSL Total | 151 | 36  | 33  | 69  | --  | 106 | 18 | 2 | 4 | 6 | -- | 35 |
| NHL Total | NHL Total           | NHL Total | 245 | 163 | 147 | 310 | +11 | 144 | 7  | 4 | 5 | 9 | -1 | 0  |

## Landsholdsstatistik
Spillet for Rusland i:
- 2002 Junior-VM (guld)
- 2003 Junior-VM
- 2004 World Cup of Hockey
- 2004 Junior-VM (sølv)
- VM i ishockey 2005 (bronze)
- Vinter-OL 2006 (4. plads)
- VM i ishockey 2006
- VM i ishockey 2007 (bronze)

## Priser
- NHL All-Star Hold: 2005-06, 2006-07
- Calder Memorial Trophy Årets Rookie: 2005-06